# Kollektivistische Orde
De Kollektivistische Orde, eerder bekend als Synthetische Orde, was een Belgische politieke beweging.

## Historiek
De beweging werd opgericht omstreeks 1935 als de Synthetische Orde, centraal figuur was Jan Laureys. De beweging was antikapitalistisch ingesteld en beriep zich op de gelijkheidsfilosofie van Edward Bellamy. In 1937 werd de naam gewijzigd in Kollektivistische Orde. Vanaf juli van dat jaar (1937) nam de beweging deel aan het politiek kartel Vlaamsch Blok voor Zelfbestuur en Demokratie samen met de Vlaamsche Kommunistische Partij (VKP, o.a. Georges Van den Boom en Jef Van Extergem), het Federalistisch Volksfront (o.a. Leo Augusteyns) en de Radikale Partij (o.a. A. Claes en Raphaël Maudoux).